# Pipurger See
Pipurger See är en insjö i Österrike.   Den ligger i förbundslandet Tyrolen, i den västra delen av landet, 400 km väster om huvudstaden Wien. Pipurger Speicher ligger 915 meter över havet.
I omgivningarna runt Pipurger See växer i huvudsak barrskog. Runt Pipurger See är det ganska glesbefolkat, med 35 invånare per kvadratkilometer.